# FK Novi Pazar
Az FK Novi Pazar (Szerbül: Фудбалски клуб Hoви Пaзap, latin betűkkel: Fudbalski klub Novi Pazar) egy szerb labdarúgócsapat, melynek székhelye Novi Pazarban található. Jelenleg a Jelen Superligaban szerepel.

## Történelem
A klubot 1928-ban alapították FK Sandžak néven, majd később ezt megváltoztatták. Az új neve FK Deževa lett, ami egészen 1962-ig volt hivatalos. Ekkor az FK Deževa és egy másik helyi csapat az FK Ras egyesült, aminek köszönhetően létrejött az FK Novi Pazar. Eleinte az amatőr jugoszláv bajnokságban szerepelt. Később feljutott a jugoszláv bajnokság másodosztályába. Az első osztályba való feljutáshoz két alkalommal is közel állt, azonban mindkétszer el bukta az osztályozót. Az FK Sutjeska Nikšić ellen 1994-ben, az FK Sloboda Užice ellen pedig 1995-ben. 2002-ben a Novi Pazar a harmadosztályba került, miután kiesett a második vonalból. Itt mindössze egy évet töltött és visszajutott. Egészen 2011-ig a másodosztály tagja volt, ekkor azonban megnyerte azt és története során első alkalommal a Jelen Superligaban kezdhette meg a bajnoki idényét.

## Jelenlegi keret
2019. július 2-i állapotnak megfelelően.
| #  |     | Poszt | Név                |
| -- | --- | ----- | ------------------ |
| 1  | SRB | K     | Pavle Nićiforović  |
| 2  | SRB | V     | Amsal Čajević      |
| 3  | SRB | V     | Ermin Ibrahimović  |
| 4  | SRB | KP    | Emir Hazirović     |
| 5  | SRB | KP    | Faruk Bihorac      |
| 6  | SRB | KP    | Amel Lakota        |
| 7  | SRB | KP    | Ensar Bajramlić    |
| 8  | SRB | KP    | Kenan Ragipović () |
| 9  | SRB | CS    | Jovan Mihajlović   |
| 10 | SRB | KP    | Sead Islamović     |
| 11 | SRB | CS    | Nazim Hadžibulić   |
| 12 | SRB | K     | Kadir Hajrović     |
| 13 | SRB | KP    | Kerim Halilović    |
| 14 | SRB | V     | Hamza Nailović     |
| 15 | SRB | V     | Anel Bihorac       |
| 16 | SRB | V     | Tarik Cikotić      |

| #  |     | Poszt | Név                 |
| -- | --- | ----- | ------------------- |
| 17 | SRB | KP    | Adis Pramenković    |
| 18 | SRB | V     | Mirzet Gudžević     |
| 19 | SRB | CS    | Suad Mavrić         |
| 20 | SRB | V     | Anes Husović        |
| 21 | SRB | KP    | Abdulaziz Ragipović |
| 22 | SRB | KP    | Viktor Stojanović   |
| 23 | SRB | V     | Mirsad Brunčević    |
| 24 | SRB | CS    | Elvis Novalić       |
| 25 | SRB | CS    | Besim Ramdedović    |
| 27 | SRB | CS    | Faris Ajdinović     |
| 28 | MNE | KP    | Bogdan Rmuš         |
| 40 | SRB | K     | Admir Omerović      |
| 55 | SRB | KP    | Anel Ramović        |
| 90 | SRB | K     | Tamer Preljević     |
| –  | BIH | V     | Denis Biševac       |

## Korábbi edzők
- Bajro Župić
- Sead Halilagić
- Mladen Dodić
- Jovica Škoro
- Mladen Dodić
- Fikret Grbović
- Nenad Milovanović
- Ljubomir Ristovski

## Külső hivatkozások
- Hivatalos honlap (szerb)